# Kovács Tamás (színművész)
Kovács Tamás (Zenta, 1994. november 15. –) magyar színész.

## Életútja
Édesanyja, Kabók Erika újságíró, édesapja Kovács Frigyes Jászai Mari-díjas színész, testvére K. Kovács Ákos operatőr. Középfokú tanulmányait a szabadkai Kosztolányi Dezső Tehetséggondozó Gimnáziumban végezte, ahonnan maturálását követően 2013-ban felvételt nyert a budapesti Színház- és Filmművészeti Egyetem színművész szakára. Hallgatóként a Katona József Színház gyakornoka, színházi szerepei mellett országosan ismertté az Aranyélet 2. évadában a fiatal Hollós Endre alakjának megformálásával, valamint a 2017 decemberében induló Korhatáros szerelem című sorozattal vált. Mindezek mellett a székesfehérvári Vörösmarty Színházban is játszott, majd 2018-2025 között a Vörösmarty Színház társulatának tagja volt. 2025-től a Vígszínház színésze.

## Fontosabb színpadi szerepei[10]
- Giacomo Scuitieri (A komédia művészete)
- Kurszkij (Borisz Godunov)
- Rivers (III. Richárd)
- Hennessy (Hóhérok)
- Szódi (Hangulatkocsma)
- Poszomány kapitány (Übü király)
- Roberto Zucco (Roberto Zucco)
- Ferdinánd (Fondor és Szerelem)
- Caligula (Caligula) - Vörösmarty Színház
- Zsolti (Kartonpapa) - Vörösmarty Színház
- Ádám (Az ember tragédiája 1.) - Vörösmarty Színház
- Rómeó (Rómeó és Júlia) - Vörösmarty Színház
- Vajk (Az a szép, fényes nap ) - Vörösmarty Színház
- Ill fia (Az öreg hölgy látogatása)  - Vörösmarty Színház
- II. Lajos király; Stefanik, Milan Rastislav; Vix, Fernand (Trianon) - Vörösmarty Színház
- Haemon (Antigone) - Vörösmarty Színház
- Giles Ralston (Az egérfogó) - Vörösmarty Színház
- Dönci (Adáshiba) - Vörösmarty Színház
- Louis Aragon, Ádám (Az ember tragédiája 2.0) - Vörösmarty Színház
- Bertie, York hercege (A király beszéde) - Vörösmarty Színház
- Nick (Nem félünk a farkastól) - Vörösmarty Színház

## Filmográfia
- Aranyélet (2016)
- Korhatáros szerelem (2017–2018)[11]
- Van egy határ (2017)
- Don Juan kopaszodik (2020)
- Ítélet és kegyelem (2021)
- Apatigris (2023)
- Mellékhatás (2023)
- A mi kis falunk (2023)
- Éger (2023)
- Semmelweis (2023)
- S.E.R.E.G. (2024)
- Hunyadi (2025)

## Díjai
- Junior Prima-díj (2024)[12]